# 101 dalmatinere (tv-serie)
101 dalmatinere er en animeret tv-serie, der blev produceret af Disney og vist 1997-1998. Den er baseret på Disney-tegnefilmen fra 1961 af samme navn samt live action-filmen fra 1996.

## Handling
Serien handler om dalmatinerhvalpene Lucky, Penny, Rollo og kyllingen Plet, der bor på en gård ved navn Dearly-farmen sammen med deres ejere Anita, Robert og hushjælpen Nanny. Skurkene i serien er den velhavende modedesiger Cruella de Vil, som altid vil have fat i farmen. Hun får hjælp af sine håndlangere Jesper og Harry til at udføre sine planer, men bliver næsten altid afsløret at hvalpene til sidst i serierne.

## Danske stemmer
- Robert - Søren Spanning
- Lucky - Niclas Mortensen
- Cruella de Vil - Birgitte Raaberg
- Anita - Pauline Rehné
- Boks - Lars Thiesgaard
- Rollo - Jasper Spanning
- Penny - Annevig Schelde Ebbe
- Nanny - Grethe Mogensen
- Obersten - Tonny Lambert
- Sumprotte - Jens Jacob Tychsen
- Plet - Louise Engell
- Cornelia - Dorte Rømer
- Maren - Ellen Hillingsø
- Basse - Sara Poulsen
- Ib - Peter Zhelder

Titelsangen synges af Bobo Moreno.